# 唐厚志
唐厚志（1925年8月29日—2020年3月2日），广西玉林人，中国仲裁界人物，中国国际经济贸易仲裁委员会原名誉副主任。

## 生平
1925年出生于广西省玉林县福绵村。先后就读于县立国民中学、玉林高中、广西大学英语系。1947年因病休学，1948年进入北京大学文法学院学习。1952年8月毕业后在北京参加工作，1952年9月至1955年6月在外贸部中国进出口总公司工作，1955年6月至1959年9月在中国驻匈牙利大使馆商务处工作。1959年12月至2004年4月先后在中国国际贸易促进委员会法律部、中国国际经济贸易仲裁委员会工作，历任组长、处长、副主任、名誉副主任。文化大革命期间在外贸部五七干校劳动。2005年7月退休。曾任中国国际私法研究会顾问，国际商事仲裁理事会终身顾问，中国人民大学法学院名誉教授。参与《中华人民共和国仲裁法》起草工作。2002年5月，获英国皇家御准仲裁员协会授予的仲裁员证书。2003年10月获授指挥官级瑞典皇家北极星勋章。2012年获中国国际经济贸易仲裁委员会“荣誉仲裁员”称号，2016年获全球仲裁评论终身成就奖。2020年3月2日7时25分在北京逝世。